# Willy Spuhler
Willy Spuhler (* 9. Oktober 1941 in Wislikofen) ist ein ehemaliger Schweizer Radrennfahrer.

## Sportliche Laufbahn
Als Amateur startete Spuhler 1963 für die Nationalmannschaft im Milk Race und beendete das Etappenrennen auf dem 8. Rang. In der Tour de l’Avenir 1964 wurde er 59.
In der Saison 1965 startete er als Unabhängiger und gewann den Grand Prix de Lancy. 1966 wurde er Berufsfahrer im Radsportteam Tigra und blieb bis 1969 als Radprofi aktiv. Er fuhr auch für die Teams Zimba und Frimatic.
Im Strassenrennen der nationalen Meisterschaften wurde er 1965 Dritter hinter dem Sieger Robert Hagmann und 1967 Zweiter beim Sieg von Fredy Rüegg. In der Tour de Tessin 1966 kam er auf den 3. Platz, ebenso in der Nordwestschweizer Rundfahrt 1968. Kurzzeitig versuchte er sich als Steher. 1969 wurde er beim Sieg von Max Janser Dritter der Schweizer Meisterschaft im Steherrennen der Profis.
Spuhler bestritt die Tour de France zweimal. 1967 wurde er 79. und 1968 39. der Gesamtwertung. Im Giro d’Italia 1969 wurde er 48. In der Tour de Suisse war der 28. Rang 1969 sein bestes Resultat.